# متسع
| تساعي منتظم         | تساعي منتظم                                 |
| ------------------- | ------------------------------------------- |
| تساعي منتظم         |                                             |
| أضلاع ورؤوس         | 9                                           |
| رمز شليفلي          | {9}                                         |
| مخطط كوكستير-دينكين |                                             |
| مجموعة التناظر      | تناظر ثنائي السطوح (D9)                     |
| زاوية داخلية (درجة) | 140°                                        |
| خصائص               | محدب، مضلع دائري، منتظم، رأسي، متعدي الحافة |

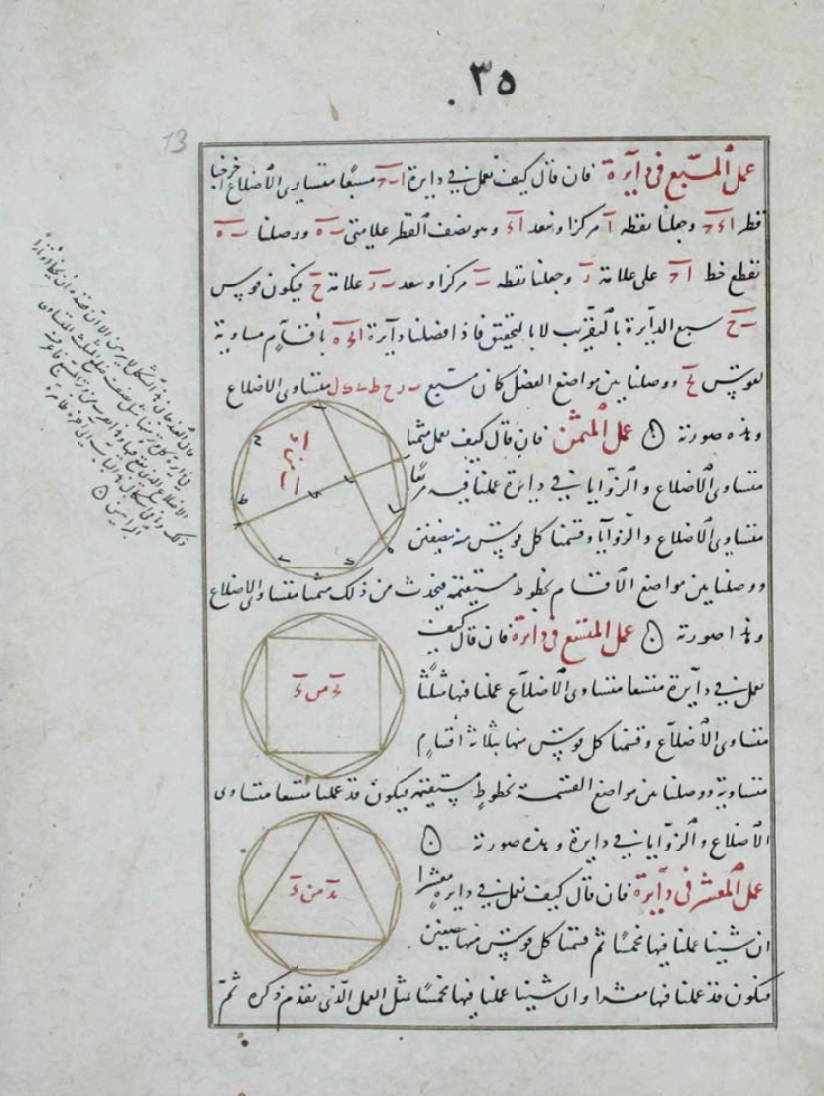
الصفحة 35 من كتاب فيما یحتاج إليه الصانع من أعمال الهندسة لأبي الوفاء البوزجاني حيث يذكر فيها كيفية رسم متسع في دائرة

المُتَسَّع أو تُسَاعِيّ الأَضْلاَعِ أو التساعي[بحاجة لمصدر] هو، في الهندسة الرياضية،مضلع له تسعة أضلاع.

## التساعي المنتظم
- الزاوية الداخلية للتساعي المنتظم تساوي 140°.
- مساحة تساعي منتظم طول ضلعه a تعطى بالعلاقة:

{\displaystyle A={\frac {9}{4}}a^{2}\cot {\frac {\pi }{9}}\simeq 6.18182\,a^{2}}
- على الرغم من أن التساعي المنتظم لا يمكن إنشاؤه باستخدام إنشاءات الفرجار والمسطرة، إلا أن هناك طرق لإنشائه بشكل تقريبي.